# 冠塚雉
，是鸡形目冢雉科的一种鸟类。

## 特征
冠塚雉体重约192克，翼长约28.40厘米，喙宽度约13.5毫米，喙厚度约19.9毫米，嘴峰长约33.6毫米，跗蹠长约100毫米，尾长约98毫米。
冠塚雉是留鸟，栖息在森林，它们是植食性动物。它们分布在印度尼西亚的衛吉島。